# One-Nine-Seven-Zero
Albums de Françoise Hardy
Comment te dire adieu
(1968) Träume
(1970)
One-Nine-Seven-Zero, est le quatrième album de Françoise Hardy où toutes les chansons sont chantées en anglais. Destiné au seul marché anglophone, il n’a jamais été édité en France avant sa parution le 23 octobre 2020 au sein du coffret "Essentiel volume 2". L’édition originale est parue en Grande-Bretagne, en fin 1969.

## Mise en perspective de l’album
Il y a 5 créations :
- Song Of Winter, sera intitulée, Fleur de Lune, pour l’adaptation française écrite par Françoise Hardy[1].
- Magic Horse, sera intitulée, Je fais des puzzles, dans l’adaptation française écrite par Hugues de Courson et Patrick Modiano[1].
- Strange Shadows, sera intitulée, L’Ombre, dans l’adaptation française écrite par Pierre Delanoë[1].
- Sunshine, sera intitulée, Soleil, dans l’adaptation française écrite par Françoise Hardy[1].
- All Because of You, Sera intitulée, Wie im Kreis, dans l'adaptation allemande écrite par Klaus Munro (il n'y a eu aucune adaptation française)[2].
- Soon Is Slipping Away, sera intitulée, À cloche-pieds sur la grande muraille de Chine, dans l’adaptation française écrite par Hugues de Courson et Patrick Modiano[3].

1 reprise en anglais d'une chanson créée par Léonard Cohen : Suzanne.
5 adaptations anglaises de précédentes compositions de la chanteuse :
- I Just Want To Be Alone, adaptée de J’ai coupé le téléphone[5].
- Time’s Passing By, adaptée de Au fil des nuits et des journées[6].
- Midnight Blues, adaptée de L’Heure bleue[6].
- In The Sky, adaptée de Il voyage[6].
- Why Even Try?, adaptée de À quoi ça sert ?[7].

## Édition originale
- Royaume-Uni, 1969 : microsillon 33 tours/30cm, Asparagus Production/United Artists Records (UAS 29046).
- Pochette : photographies réalisées par Jean-Marie Périer (recto), Bryce Attwell (verso).

### Liste des chansons
Les 12 chansons qui composent le disque ont été enregistrées en stéréophonie. Ingénieur du son : Bernard Estardy.
| 1. | Song of Winter        | Micky Jones        | Tommy Brown        | Jean-Pierre Sabar   | 3:00 |
| 2. | Magic Horse           | Micky Jones        | Tommy Brown        | Jean-Pierre Sabar   | 3:09 |
| 3. | Strange Shadows       | Micky Jones        | Tommy Brown        | Jean-Pierre Sabar   | 2:08 |
| 4. | All Because of You    | Mark Barkan (en)   | Scott English (en) | Jean-Claude Vannier | 2:29 |
| 5. | Suzanne               | Leonard Cohen      | Leonard Cohen      | John Cameron        | 3:15 |
| 6. | Soon Is Slipping Away | Tony Macaulay (en) | Tony Macaulay (en) | Jean-Claude Vannier | 2:54 |

| 1. | Sunshine                                                             | Tash Howard       | Sandy Alpert    | Saint-Preux       | 3:43 |
| 2. | I Just Want to Be Alone (Titre original : J’ai coupé le téléphone)   | Pierre Tubbs (en) | Françoise Hardy | Jean-Pierre Sabar | 2:00 |
| 3. | Times Passing By (Titre original : Au fil des nuits et des journées) | Pierre Tubbs      | Françoise Hardy | Jean-Pierre Sabar | 2:05 |
| 4. | Midnight Blues (Titre original : L’Heure bleue)                      | Pierre Tubbs      | Françoise Hardy | Jean-Pierre Sabar | 1:49 |
| 5. | In The Sky (Titre original : Il voyage)                              | Pierre Tubbs      | Françoise Hardy | Jean-Pierre Sabar | 2:07 |
| 6. | Why Even Try? (Titre original : À quoi ça sert ?)                    | Alan Clayre       | Françoise Hardy | Jean-Pierre Sabar | 3:30 |

## Discographie liée à l’album
- SP (Single Play) = Microsillon 45 tours 2 titres.
- LP (Long Playing) = Microsillon 33 tours/30cm
- CD (Compact Disc) = Disque compact

### Édition anglaises de 45 tours
Nota bene : L’auteur-compositeur est crédité pour le titre ne figurant pas sur l’album.
- 1969 : SP, United Artists (UP 35070).

1. All Because of You
2. Times Passing By (Au fil des nuits et des journées)

- 1970 : SP, United Artists (UP 35105).

1. Soon Is Slipping Away (À cloche pied sur la Muraille de Chine)
2. The Bells of Avignon (Tony Macaulay)[12]

### Rééditions anglaises de l'album
- 2000 : CD, The Françoise Hardy Collection, HMV Easy/EMI Records (7243 5 26054 2 2)[13].
- Avril 2013 : CD, Midnight Blues – Paris . London . 1968-72, Ace International (CDCHD 1358)[14].

### Éditions étrangères de l’album
- Afrique du Sud, 1969 : LP, English 3, World Record Co (ORR 6057).
- Australie, 1970 : LP, One-Nine-Seven-Zero, Interfusion (SITFL 933 891).
- Canada, 1970 : LP, Alone, Reprise (RS 6397).
- États-Unis, 1970 : LP, Alone, Reprise (RS 6397).
- Nouvelle-Zélande, 1970 : LP, One-Nine-Seven-Zero, Interfusion (SITFL 933 891).

### Reprise de chansons

#### All Because of You
États-Unis, 23 janvier 2012, Jessica Sula : bande originale de la série télévisée britannique, Skins, troisième génération, 6e saison, épisode 1 : Everyone. Première diffusion sur E4.

#### Song of Winter
Suède, 9 décembre 2016, Year of the Goat : SP (vinyle doré), Napalm Records (NPR).

#### Strange Shadows
Suède, 9 décembre 2016, Year of the Goat : SP (vinyle doré), Napalm Records (NPR).